# 双一流
双一流（そういちりゅう）とは、世界一流大学・一流学科の略称である。中華人民共和国が2010年代に実施をはじめた高等教育政策であり、21世紀中葉に高等教育強国を築き上げることを目標とする。2017年9月21日、中華人民共和国教育部は42校が一流大学に、140大学から465学科が一流学科に選ばれたことを発表した。なお「双一流」は5年に1度見直しが行われることになっており、これにより大学間競争を促進し、各大学の研究レベルの向上を図っている。
2019年11月28日、211工程や985工程などの重要計画を双一流に統合されていると教育部から説明がされた。

## 一流大学構築大学（42校）

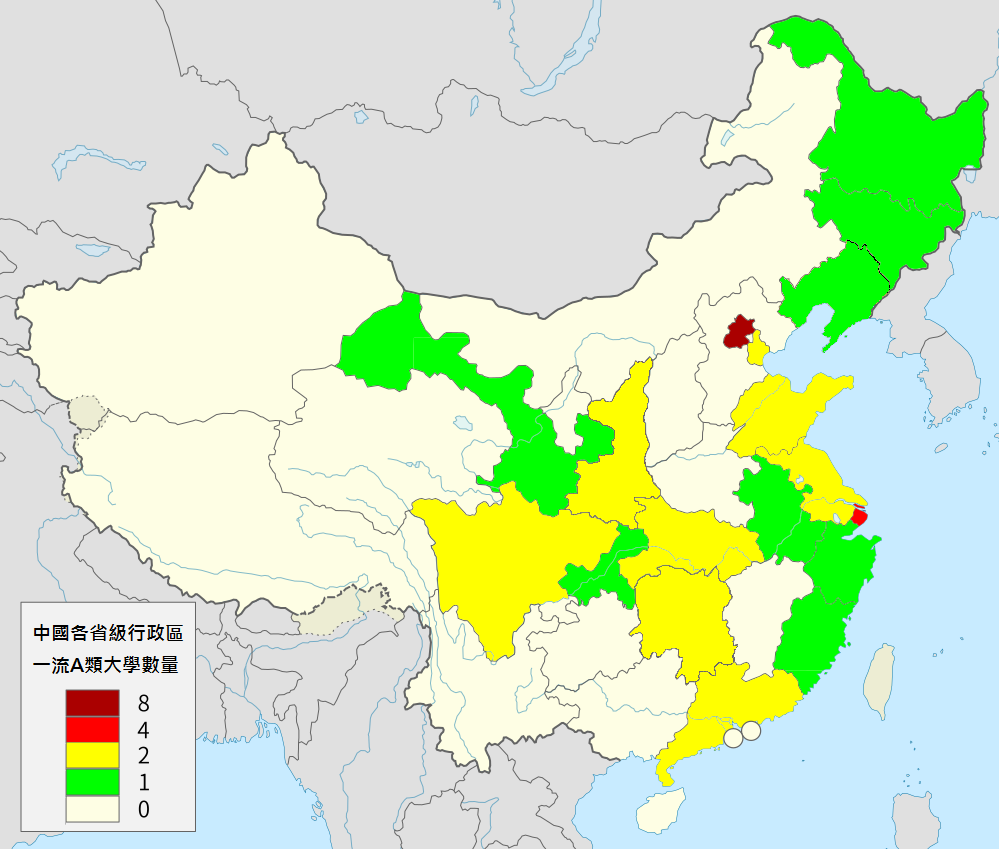
各省一流A類大学

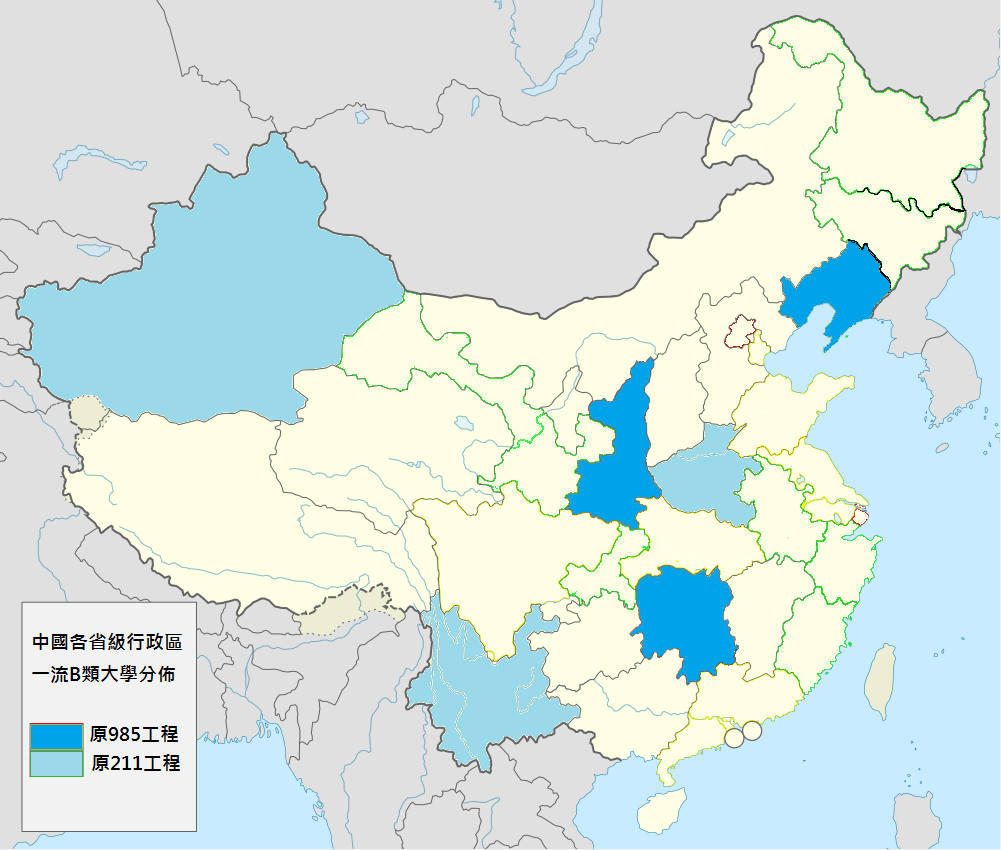
各省一流B類大学

### A 類（36校）
- 北京大学
- 中国人民大学
- 清華大学
- 北京航空航天大学
- 北京理工大学
- 中国農業大学
- 北京師範大学
- 中央民族大学
- 南開大学
- 天津大学
- 大連理工大学
- 吉林大学
- ハルビン工業大学
- 復旦大学
- 同済大学
- 上海交通大学
- 華東師範大学
- 南京大学
- 東南大学
- 浙江大学
- 中国科学技術大学
- アモイ大学
- 山東大学
- 中国海洋大学
- 武漢大学
- 華中科技大学
- 中南大学
- 中山大学
- 華南理工大学
- 四川大学
- 重慶大学
- 電子科技大学
- 西安交通大学
- 西北工業大学
- 蘭州大学
- 国防科技大学

### B 類（6校）
- 東北大学
- 鄭州大学
- 湖南大学
- 雲南大学
- 西北農林科技大学
- 新疆大学

## 一流学科構築大学
「一流学科構築大学」は、次の大学など95校が指定された。
- 北京交通大学
- 北京工業大学
- 北京科技大学
- 北京化工大学
- 北京郵電大学
- 北京林業大学
- 北京協和医学院
- 北京中医薬大学
- 首都師範大学
- 北京外国語大学
- 中国伝媒大学
- 中央財経大学
- 対外経済貿易大学
- 外交学院
- 中国人民公安大学
- 北京体育大学
- 中央音楽学院
- 中国音楽学院
- 中央美術学院
- 中央戯劇学院
- 中国政法大学
- 天津工業大学
- 天津医科大学
- 天津中医薬大学
- 華北電力大学
- 河北工業大学
- 太原理工大学
- 内蒙古大学
- 遼寧大学
- 大連海事大学
- 延辺大学
- 東北師範大学
- 哈爾浜工程大学
- 東北農業大学
- 東北林業大学
- 華東理工大学
- 東華大学
- 上海海洋大学
- 上海中医薬大学
- 上海外国語大学
- 上海財経大学
- 上海体育学院
- 上海音楽学院
- 上海大学
- 蘇州大学
- 南京航空航天大学
- 南京理工大学
- 中国鉱業大学
- 南京郵電大学
- 河海大学
- 江南大学
- 南京林業大学
- 南京信息工程大学
- 南京農業大学
- 南京中医薬大学
- 中国薬科大学
- 南京師範大学
- 中国美術学院
- 安徽大学
- 合肥工業大学
- 福州大学
- 南昌大学
- 河南大学
- 中国地質大学
- 武漢理工大学
- 華中農業大学
- 華中師範大学
- 中南財経政法大学
- 湖南師範大学
- 曁南大学
- 広州中医薬大学
- 華南師範大学
- 海南大学
- 広西大学
- 西南交通大学
- 西南石油大学
- 成都理工大学
- 四川農業大学
- 成都中医薬大学
- 西南大学
- 西南財経大学
- 貴州大学
- 西藏大学
- 西北大学
- 西安電子科技大学
- 長安大学
- 陝西師範大学
- 青海大学
- 寧夏大学
- 石河子大学
- 中国石油大学
- 寧波大学
- 中国科学院大学
- 第二軍医大学
- 第四軍医大学